# Agathosma hookeri
Agathosma hookeri är en vinruteväxtart som beskrevs av Otto Wilhelm Sonder. Agathosma hookeri ingår i släktet Agathosma och familjen vinruteväxter. Inga underarter finns listade i Catalogue of Life.